# Dante-Symphonie

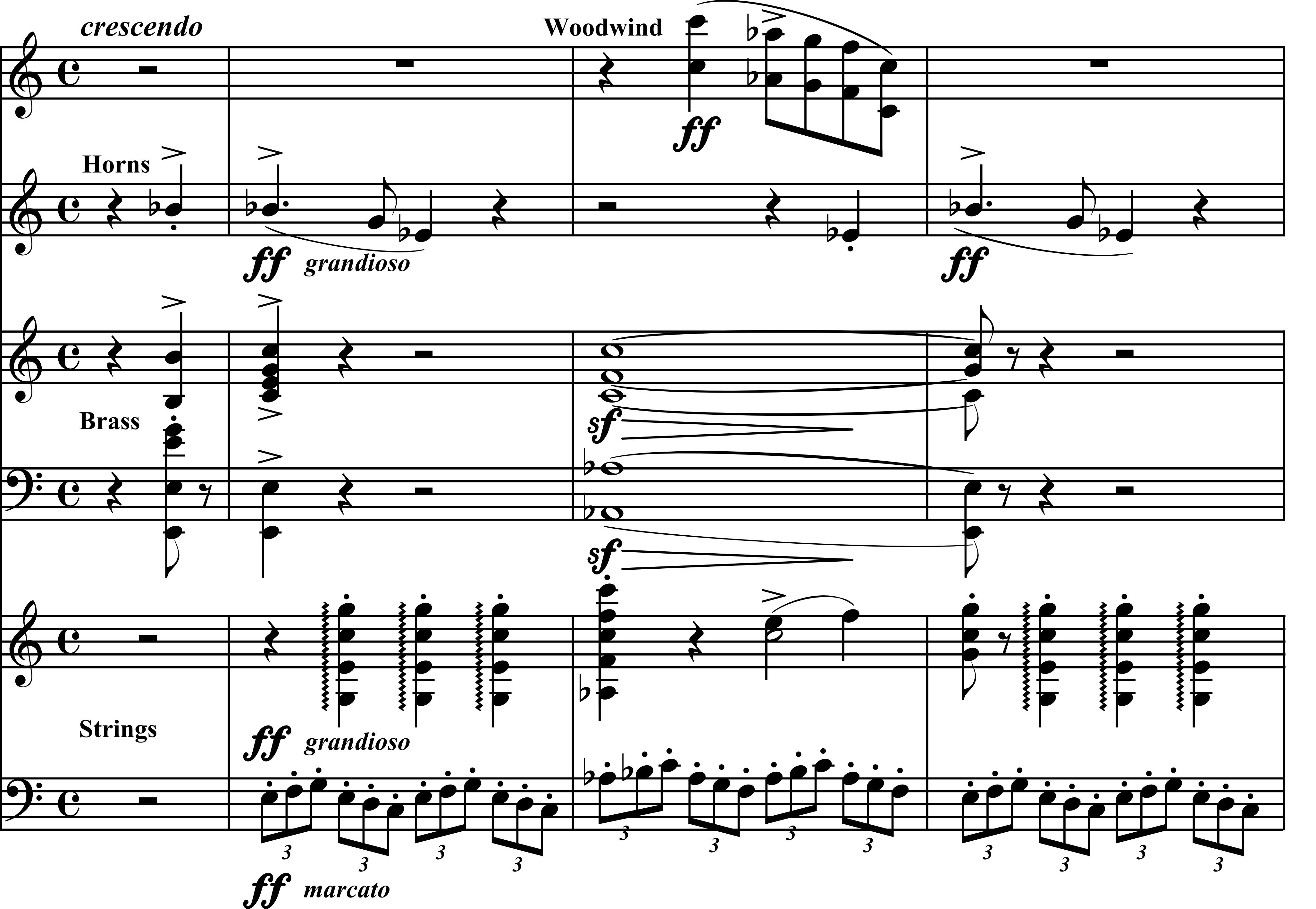
Extrait de la partition de la Dante-Symphonie.

La Dante-Symphonie (Eine Symphonie zu Dantes Divina Commedia, S.109) est une symphonie chorale de Franz Liszt, créée à Dresde le 7 novembre 1857 par Liszt à la direction. Écrite dans le style romantique, elle fonde son inspiration sur le voyage de Dante Alighieri à travers l'enfer et le purgatoire, décrit dans la Divine Comédie. L'œuvre est officieusement dédiée à Richard Wagner, ami et futur gendre du compositeur.

## Structure
L'œuvre est en deux mouvements :
- Inferno
- Purgatorio suivi d'un Magnificat

La durée d'exécution approche les 45 minutes .

## Instrumentation
L'œuvre est écrite pour un orchestre composé de deux flûtes, un piccolo, un cor anglais, deux clarinettes, une clarinette basse, deux bassons, quatre cors, deux trompettes, trois trombones, un tuba, des timbales, des cymbales, un tam-tam, une grosse caisse, deux harpes, un harmonium (ou un orgue), et un orchestre à cordes (une chorale est demandée dans le Magnificat).

## Discographie
- James Conlon, chœur de concert de Helmond, Orchestre philharmonique de Rotterdam, 1986, Erato
- Daniel Barenboim, Chœur de la Radio de Berlin, Orchestre philharmonique de Berlin, 1992, Teldec
- Giuseppe Sinopoli, Chœur de l'Opéra de Dresde, Staatskapelle Dresden, 1998, Deutsche Grammophon